# Foho Fidar
Der Foho Fidar (kurz Fidar) ist ein Berg in Osttimor mit einer Höhe von 550 m. Er liegt im Nordosten der Aldeia Caco (Sucos Sanirin). Der Berg gehört zum Massiv des Foho Lauleun, der weiter nördlich liegt. In der Ebene östlich befindet sich das Dorf Tapo.